# Nartteli
Nartteli is een gehucht binnen de Finse gemeente Enontekiö. Het dorpje, bestaande uit enkele verspreid staande huizen, ligt aan een doodlopende zijweg van de Finse weg 93 tussen Palojärvi (5 km) en Näkkälä (10 km). Het gebied rondom het dorpje is al eeuwen bekend van de rendierhouderij die hier plaatsvindt. In de buurt liggen de Narttelimeren en de Nartellirivier. Het dorp kent in 2012 slechts drie inwoners, die er permanent verblijven; overige bewoners zijn vaak verdertrekkende wandelaars of liefhebbers van de visserijsport.
Hoofdplaats: Hetta

Dorpen: Äijäjoki · Jatuni · Kaaresuvanto · Kantola · Kelottijärvi · Ketomella · Kilpisjärvi · Kultima · Kuttanen · Leppäjärvi · Luspa · Markkina · Maunu · Muotkajärvi · Näkkälä · Nartteli · Nunnanen · Palojärvi · Palojoensuu · Pättikkä · Peltovuoma · Pousujärvi · Raittijärvi · Ropinsalmi · Saarikoski · Saivomuotka · Sonkamuotka · Vähäniva · Vuontisjärvi · Ylikyrö

Aanduiding: Kivilompolo